# Koncept kontinua
Koncept kontinua (anglicky The Continuum Concept) je kniha Jean Liedloffové (1926–2011) z roku 1975, ve které uvádí čtenáře do výsledků svých výzkumů ohledně vývinu lidské bytosti. Podle teorie konceptu kontinua je k dosažení optimálního fyzického, duševního a emocionálního vývoje zapotřebí pro člověka – zejména pak dítě – prožít zážitky, na které se připravil během dlouhé doby evoluce. Pro kojence zahrnují tyto zážitky následující:
- Dítě se uloží matce do náruče okamžitě po porodu a od té doby je matka nosí neustále u sebe, nebo jej předá někomu jinému na nošení, ale ten, kdo dítě nosí, na něj nezaměřuje svou pozornost, ale věnuje se svým běžným činnostem z „dospělého světa“. Nošení dítěte trvá až do doby, než samo začne projevovat touhu lézt, obvykle v období kolem šestého až osmého měsíce.
- Dítě spí v posteli s rodiči, aby spolu měli neustálý kontakt, dokud samo od sebe neodejde, obvykle kolem druhého roku.
- Kojení a další nezbytná péče je odpovědí na signály dítěte, nikoli vnucováno podle časového plánu. Dítěti se dostává bez odsuzování a projevů nelibosti, ale i bez projevů přehnané péče.
- Pocit, že je dítě žádané, že je součástí rodiny a má silný pud sebezáchovy, na který se rodiče mohou spolehnout, takže ho nemusí neustále hlídat.

Své teorie opírá Jean Liedloffová o pozorování primitivních kmenů jihoamerických indiánů, které zažila při svých expedicích. Dále se domnívá, že pokud se nenaplní některá z těchto očekávání v raném dětském věku, zažije člověk deprivaci, kterou si v sobě ponese po zbytek života a bude je podvědomě kompenzovat v podobě různých depresí, frustrací, tiků, agresivity a civilizačních chorob.